# Демократическая безопасность (Колумбия)
Демократическая безопасность или Политика демократической безопасности — концепция политики безопасности, реализованная в ходе правления президента Колумбии Альваро Урибе (2002—2010). Была начата в июне 2003 года.

## Содержание
Были озвучены следующие цели:
- Консолидация государственного контроля для отказа в убежище людям, подозреваемым в насилии и терроризме.
- Защита населения через увеличение присутствия государства и уменьшение насилия.
- Уничтожение незаконной торговли наркотиками в стране, за счёт которой финансируется коррупция, преступность и терроризм.
- Прозрачное и эффективное управление ресурсами для реформы и улучшения работы правительства.

Это рассчитывалось достичь через:
1. более активное участие гражданского населения
2. поддержку солдат
3. повышение уровня образования
4. контроль над восстановлением национальных дорог
5. демобилизацию полувоенных группировок
6. интеграцию вооружённых сил
7. увеличение расходов на оборону.

## Результаты
Согласно правительственной статистике от августа 2004 года, за два года число похищений, террористических атак и убийств снизилось на 50 %, самый низкий уровень за двадцать лет. К апрелю 2004 года, впервые за предшествующие десятилетия, в каждом колумбийском муниципалитете было организовано постоянное военное и полицейское присутствие. Также были разоружены 30 000 участников отрядов самообороны.
Колумбийское посольство в Вашингтоне сообщало об усилении боеспособности армии, получившей доступ к новой технике, а также снижение числа жалоб о нарушении прав человека.

## Противоречия
Политика демократической безопасности с момента запуска подвергалась критике внутри Колумбии и за её пределами со стороны правозащитников (Human Rights Watch и Amnesty International) и политической оппозиции (вроде Колумбийской либеральной партии и Независимого демократического полюса), за упор на военных аспектах гражданской войны в ущерб социальным и экономическим проблемам, а также правам человека.
Возникали вопросы к ряду решений в сфере безопасности. Концепция демократической безопасности считалась неспособной окончить гражданскую войны, но угрожающей в применении прямого или косвенного запугивания части местного населения.
Вовлечение в конфликт мирного населения критиковалось за возможность сделать его целью незаконных вооружённых формирований и правительственных сил безопасности. Также это могло препятствовать дальнейшим мирным переговорам с РВСК—АН и АНО.